# Kikunae Ikeda
Pour les articles homonymes, voir Ikeda.
Kikunae Ikeda (池田 菊苗, Ikeda Kikunae, 8 octobre 1864 – 3 mai 1936) est un chimiste japonais, professeur de chimie à l’université Impériale de Tokyo qui, en 1908, découvrit la racine chimique derrière une saveur qu’il appela umami. Il s'agit d'une des cinq saveurs de base, avec le sucré, le salé, l'amer et l'acide. Il découvrit que le composant commun qui produisait le goût de la viande, des algues et des tomates était le glutamate, qui provoque la sensation d'umami.
Il a également breveté la fabrication du glutamate monosodique.
Il crée par la suite l'entreprise Ajinomoto, qui en 2013 a généré 11 milliards d'euros de chiffre d'affaires. Il est listé comme l'un des « Dix grands inventeurs japonais » en 1985 par l'office des brevets du Japon.